# Galassie interagenti

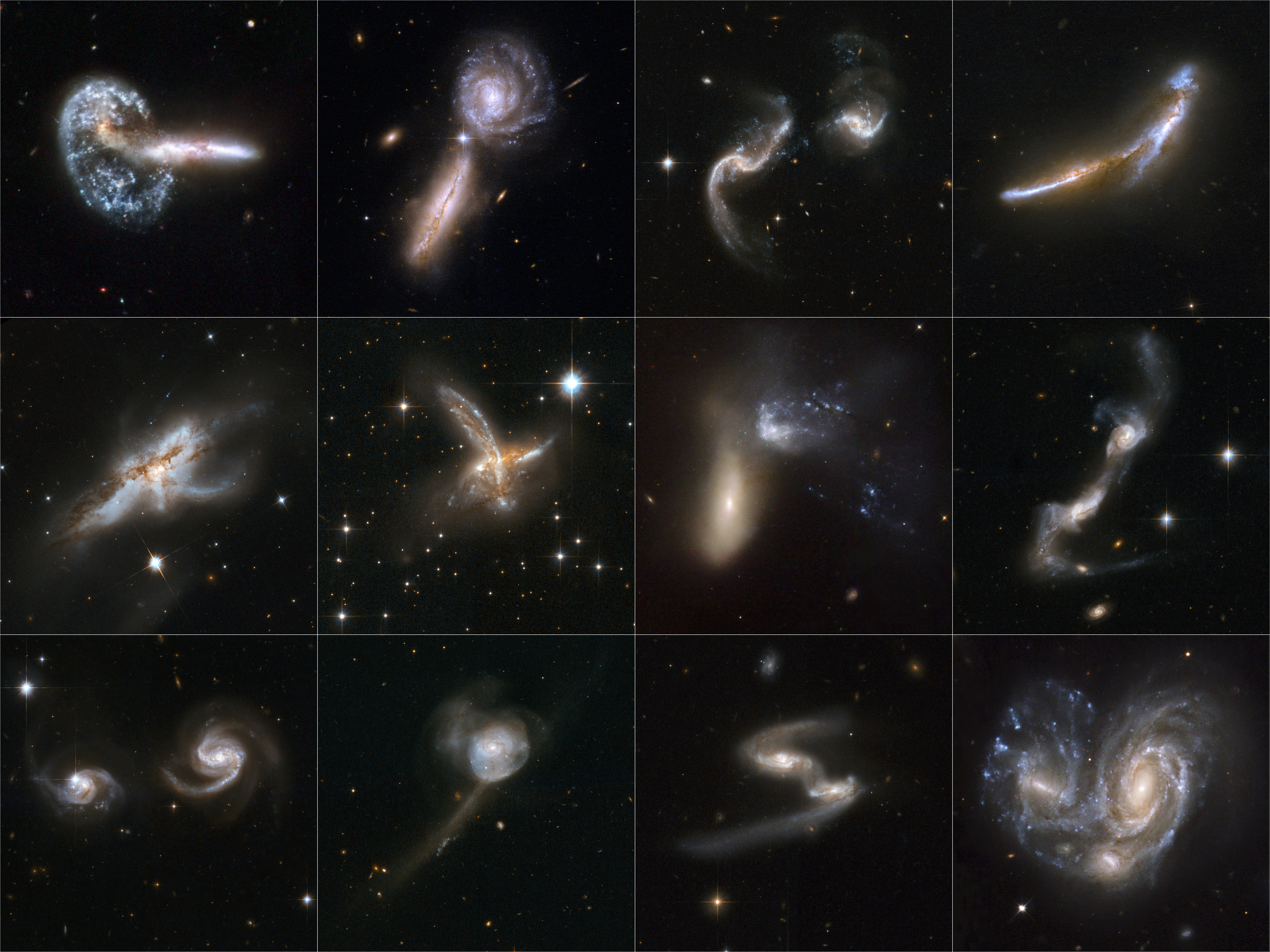
Alcune galassie interagenti riprese dal Telescopio spaziale Hubble.

Le galassie interagenti sono due o più galassie influenzate dalla reciproca forza di gravità. Un esempio di interazione minore è quello dato da una galassia che disturba uno dei bracci principali di un'altra galassia; un esempio di interazione maggiore è invece dato dalle galassie in collisione.

## Interazione satellite
Una galassia gigante che interagisce con le sue galassie satelliti è un evento comune: la gravità della galassia satellite può attrarre e distorcere uno dei bracci della galassia principale, come sembra stia avvenendo tra la Via Lattea e la Galassia Nana Ellittica del Sagittario; in queste occasioni si può verificare un fenomeno di formazione stellare localizzato. Un altro celebre esempio è dato dalla Galassia Vortice, che interagisce e viene deformata dalla piccola galassia satellite NGC 5195.

## Collisione

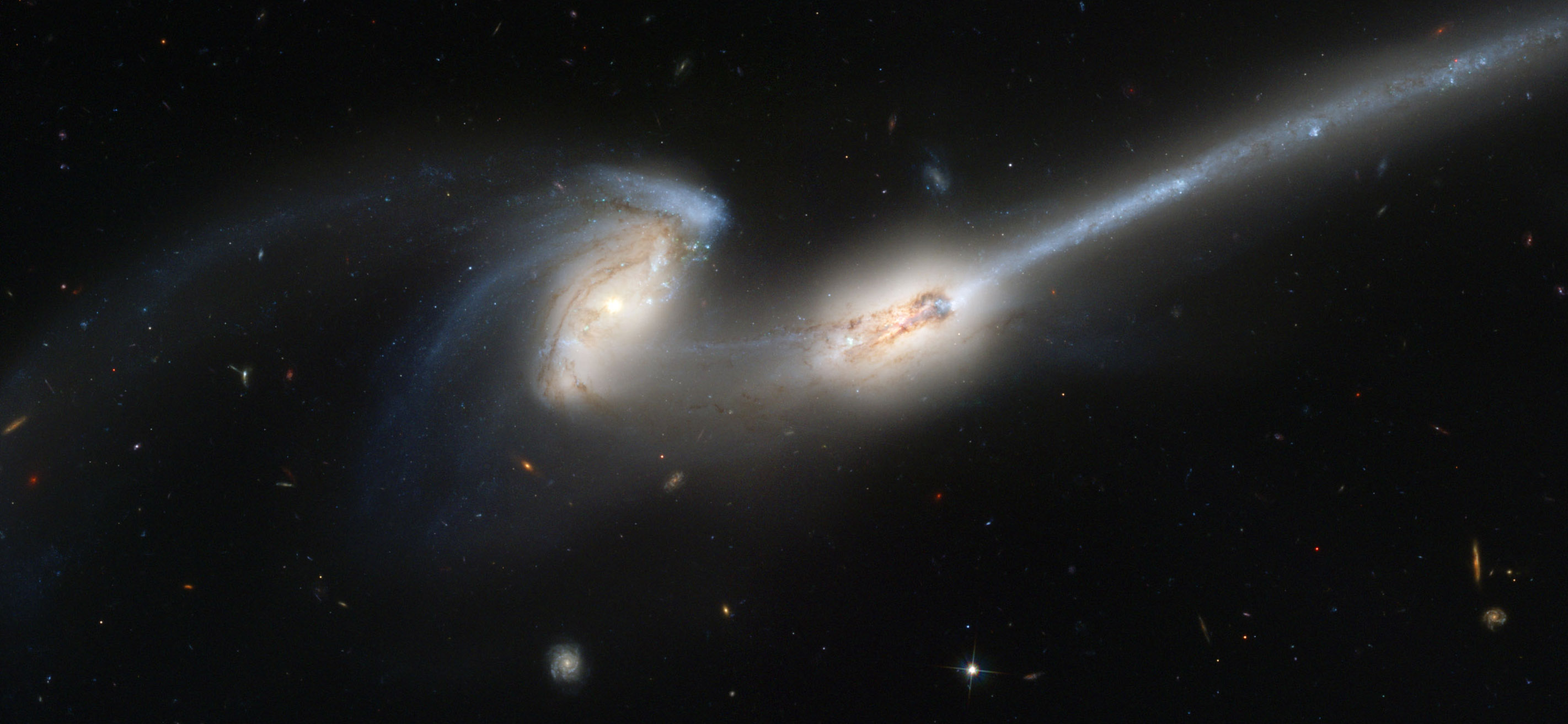
Le Galassie Topo.

Le collisioni tra galassie sono pure molto frequenti e normali, nell'evoluzione delle galassie. A causa della relativa "rarefazione" degli elementi costitutivi delle galassie, non si può parlare di una "collisione" vera e propria, ma di una notevole interazione gravitazionale; le galassie in via di collisione potrebbero col tempo fondersi fra di loro. Questo accade quando le due galassie collidenti non hanno sufficiente movimento per continuare a viaggiare nello spazio indipendentemente. Nel caso in cui una delle due galassie sia molto più grande della compagna, la maggiore subirà meno deformazioni.

## Cannibalismo galattico
Il cannibalismo galattico si riferisce ad un processo secondo cui una grande galassia, attraverso le forti maree causate dall'attrazione gravitazionale, si fonde con una compagna, diventando una galassia gigante di forma spesso irregolare, la cui massa è data dalla somma di quelle delle due galassie originali. Può anche capitare che due o più galassie si fondano in una supergalassia dalla forma ellittica. È stato anche suggerito che il cannibalismo galattico sia in atto anche tra la nostra Via Lattea e le due Nubi di Magellano. La Corrente Magellanica sarebbe la prova di questa forte attrazione.

## Principali galassie interagenti
| Nome                         | Tipo         | Distanza (milioni di al) | Magnitudine | Note                                         |
| ---------------------------- | ------------ | ------------------------ | ----------- | -------------------------------------------- |
| Galassia Vortice (M51)       | SAc (SB0-a)  | 37                       | +8,4        | Interazione satellite con la sua primaria    |
| NGC 2207 e IC 2163           | SAc/SAbc     | 114                      | +11         | Galassie all'inizio della collisione         |
| Le Galassie Topo (IC 819/20) | S0/SB(s)ab   | 300                      | +13,5       | Galassie nella seconda fase della collisione |
| NGC 1097                     | SB(s)bc (E6) | 45                       | +9,5        | Interazione satellite con la sua primaria    |
| Antenne (NGC 4038/9)         | SAc/SBm      | 68                       | +10,3       | Galassie nella terza fase della collisione   |
| NGC 520                      | S            | 100                      | +11,3       | Galassie nella terza fase della collisione   |

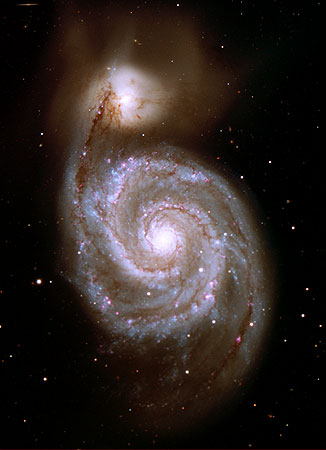
La galassia M51 con la sua compagna minore sono un tipico esempio di galassie interagenti.

Tra circa tre miliardi di anni, la Via Lattea e la Galassia di Andromeda potrebbero entrare in collisione. Il risultato della loro fusione sarebbe una galassia ellittica gigante.